# Grammy Award al miglior videoclip
Il Grammy Award al miglior videoclip (Grammy Award for Best Music Video) è un premio che viene consegnato alla cerimonia di premiazione dei Grammy Award a musicisti, registi e produttori di videoclip di qualità. I Grammy vengono conferiti ogni anno dalla National Academy of Recording Arts and Sciences degli Stati Uniti.

## Storia
Il premio ha cambiato nome diverse volte:
- 1984-1995: Best Video, Short Form
- 1986-1987: Best Music Video, Short Form
- 1990-2012: Best Short Form Music Video
- dal 2013: Best Music Video[1][2]

## Vincitori e candidati

### Anni 1980
- 1984[3]
  - Girls on Film / Hungry like the Wolf - Duran Duran
  - Videosyncracy - Todd Rundgren
  - Tonight I'm Yours - Rod Stewart
  - Bill Wyman - Bill Wyman
- 1985[4]
  - Jazzin' for Blue Jean - David Bowie
  - Ashford & Simpson - Ashford & Simpson
  - Phil Collins - Phil Collins
  - Thomas Dolby - Thomas Dolby
  - Twist of Fate - Olivia Newton-John
  - Scenic Views - Rubber Rodeo
- 1986[5]
  - We Are the World - The Video Event - USA for Africa; Tom Trbovich (regista), Quincy Jones (produttore)
  - Do They Know It's Christmas? - Band Aid
  - No Jacket Required - Phil Collins
  - The Daryl Hall and John Oates Video Collection - Hall & Oates
  - Private Dancer - Tina Turner
- 1987[6]
  - Brothers in Arms - Dire Straits
  - Making of Runaway - Louis Cardenas
  - Rupert and the Frog Song - Paul McCartney
  - So Excited - Richard Perry
  - Brother Where You Bound - Supertramp

### Anni 1990
- 1990[7]

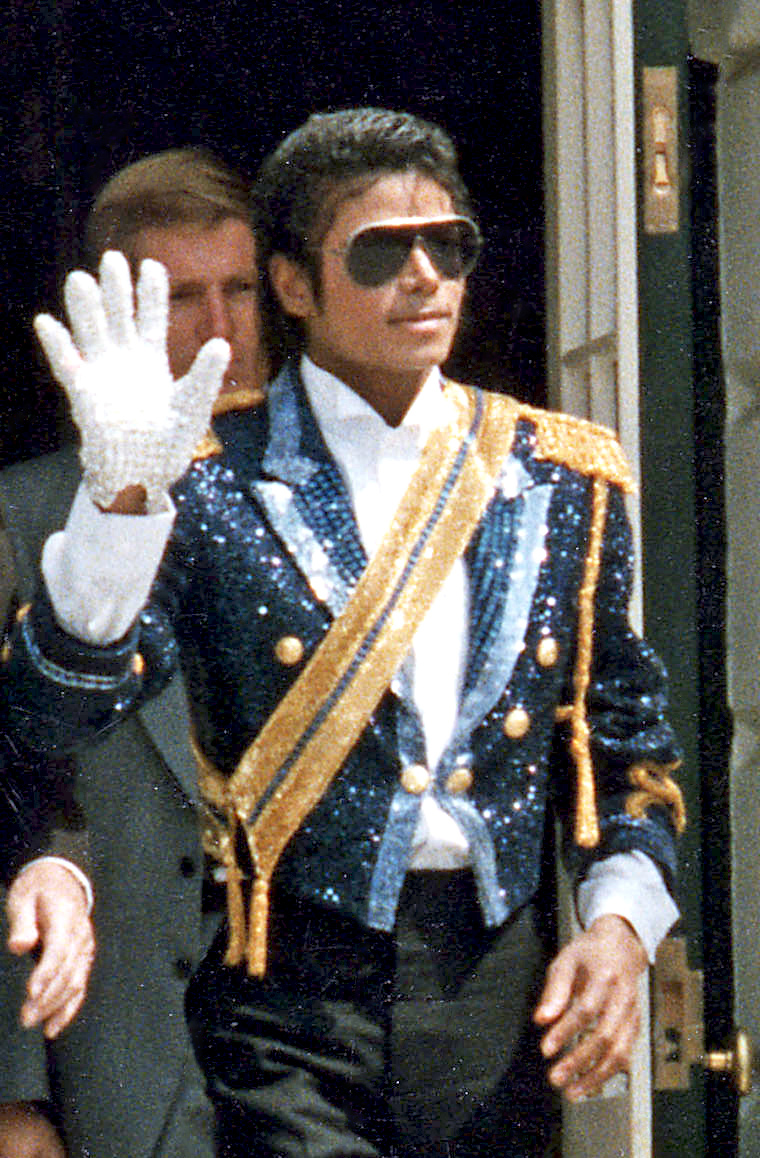
Michael Jackson, vincitore nel 1990 e 1996

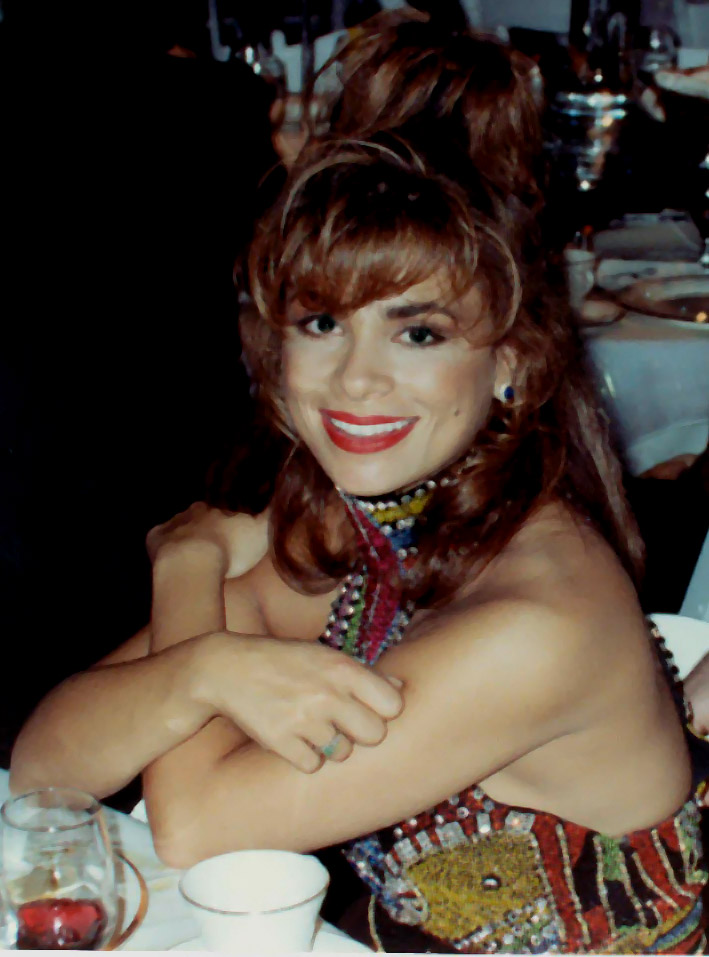
Paula Abdul, vincitrice nel 1991 con Opposites Attract

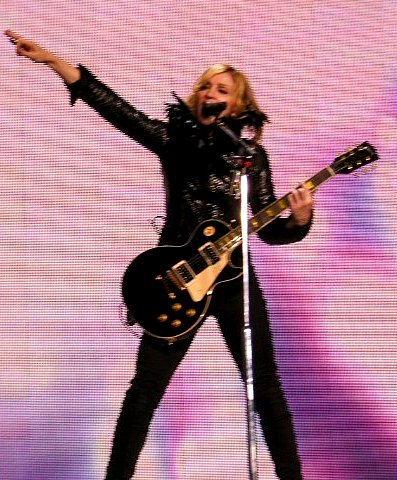
Madonna, premiata nel 1999 per Ray of Light

  - Leave Me Alone - Michael Jackson; Jim Blashfield (regista), Jim Blashfield, Paul Diener, Frank DiLeo e Jerry Kramer (produttori)
  - Orinoco Flow (Sail Away) - Enya
  - The Living Years - Mike + The Mechanics
  - Something to Hold On To - Trevor Rabin
  - There's a Tear in My Beer - Hank Williams Jr. e Hank Williams Sr.
- 1991[8]
  - Opposites Attract - Paula Abdul; Michael Patterson e Candice Reckinger (registi); Sharon Oreck (produttore)
  - Another Day in Paradise - Phil Collins
  - Oh Father - Madonna
  - Nothing Compares 2 U - Sinéad O'Connor
  - All I Want - The Lightning Seeds
- 1992[9]
  - Losing My Religion - R.E.M.; Tarsem (regista), Dave Ramser (produttore)
  - The Thunder Rolls - Garth Brooks
  - Calling Elvis - Dire Straits
  - Series of Dreams - Bob Dylan
  - When You Wish Upon a Star Billy Joel
- 1993[10]
  - Digging in the Dirt - Peter Gabriel; John Downer (regista e produttore)
  - Free Your Mind -En Vogue
  - Kiko and the Lavender Moon - Los Lobos
  - Church - Lyle Lovett
  - What God Wants - Roger Waters
- 1994[11]
  - Steam - Peter Gabriel; Stephen R. Johnson (regista); Prudence Fenton (produttore)
  - Human Behaviour Björk
  - Beautiful Girl INXS
  - Everybody Hurts - R.E.M.
  - Runaway Train - Soul Asylum
- 1995
  - Love Is Strong - The Rolling Stones; David Fincher (regista); Ceán Chaffin (produttore)
  - Agolo - Angélique Kidjo
  - Lucas with the Lid Off - Lucas Secon
  - Fire on Babylon - Sinéad O'Connor
  - Go West - Pet Shop Boys
  - Jurassic Park - "Weird Al" Yankovic
- 1996[12]
  - Scream - Janet Jackson e Michael Jackson; Mark Romanek (regista); Ceán Chaffin (produttore)
  - It's Oh So Quiet - Björk
  - What Would You Say - Dave Matthews Band
  - Dis Is da Drum - Herbie Hancock
  - Famine - Sinéad O'Connor
- 1997[13]
  - Free as a Bird - The Beatles; Joe Pytka (regista); Vincent Joliet (produttore)
  - Walking Contradiction - Green Day
  - Earth Song - Michael Jackson
  - Ironic - Alanis Morissette
  - Tonight, Tonight - The Smashing Pumpkins
- 1998[14]
  - Got 'til It's Gone - Janet Jackson; Mark Romanek (regista); Aris McGarry (produttore)
  - How Come, How Long - Babyface
  - I Care 'Bout You - Milestone
  - Early to Bed - Morphine
  - Stinkfist - Tool
- 1999[15]
  - Ray of Light - Madonna; Jonas Åkerlund (regista); Nicola Doring e Billy Proveda (produttori)
  - Pink - Aerosmith
  - Bachelorette - Björk
  - All Around the World - Oasis
  - Do the Evolution - Pearl Jam

### Anni 2000
- 2000[16]

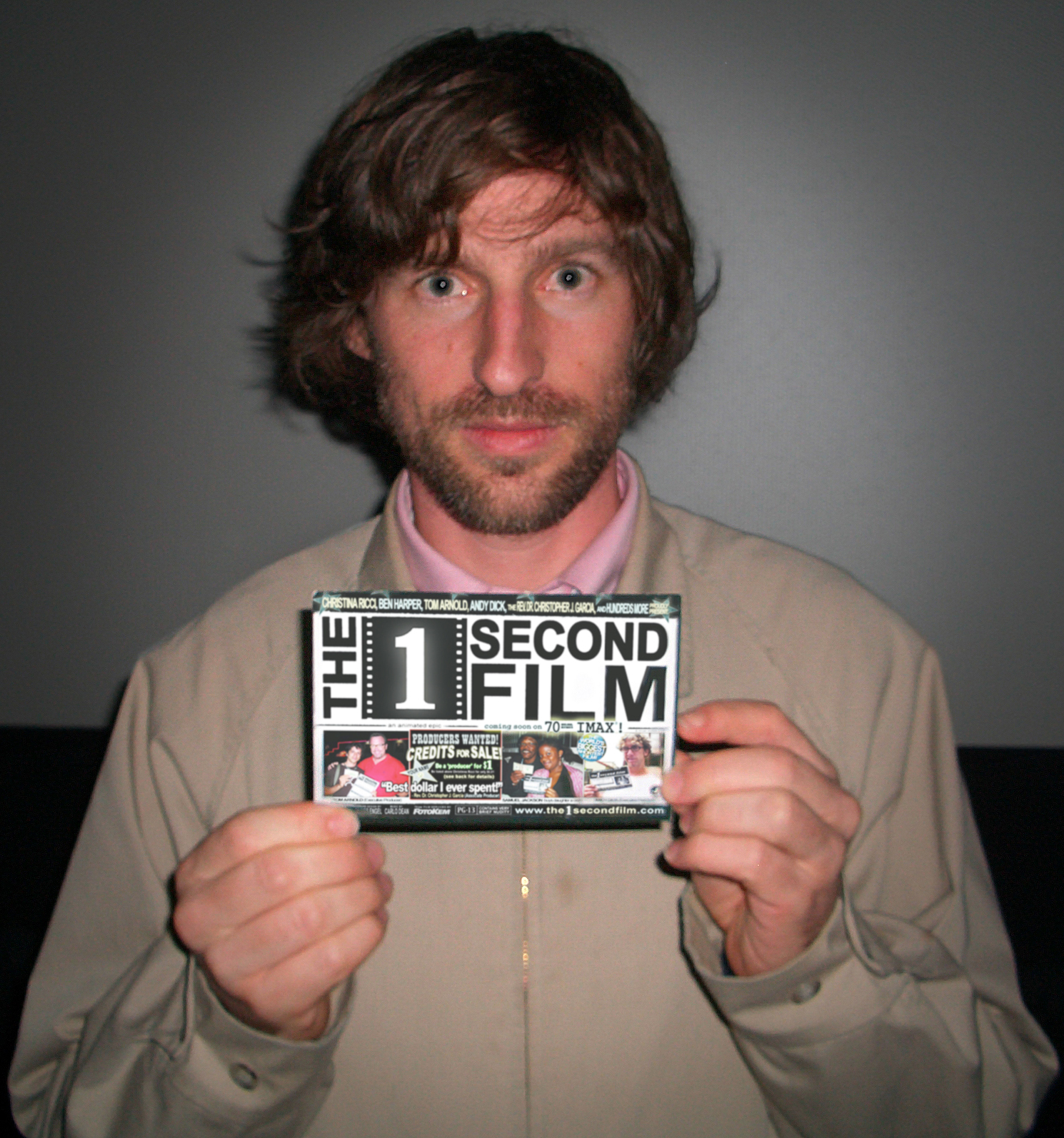
Spike Jonze, regista vincitore nel 2002 per aver diretto la videoclip Weapon of Choice

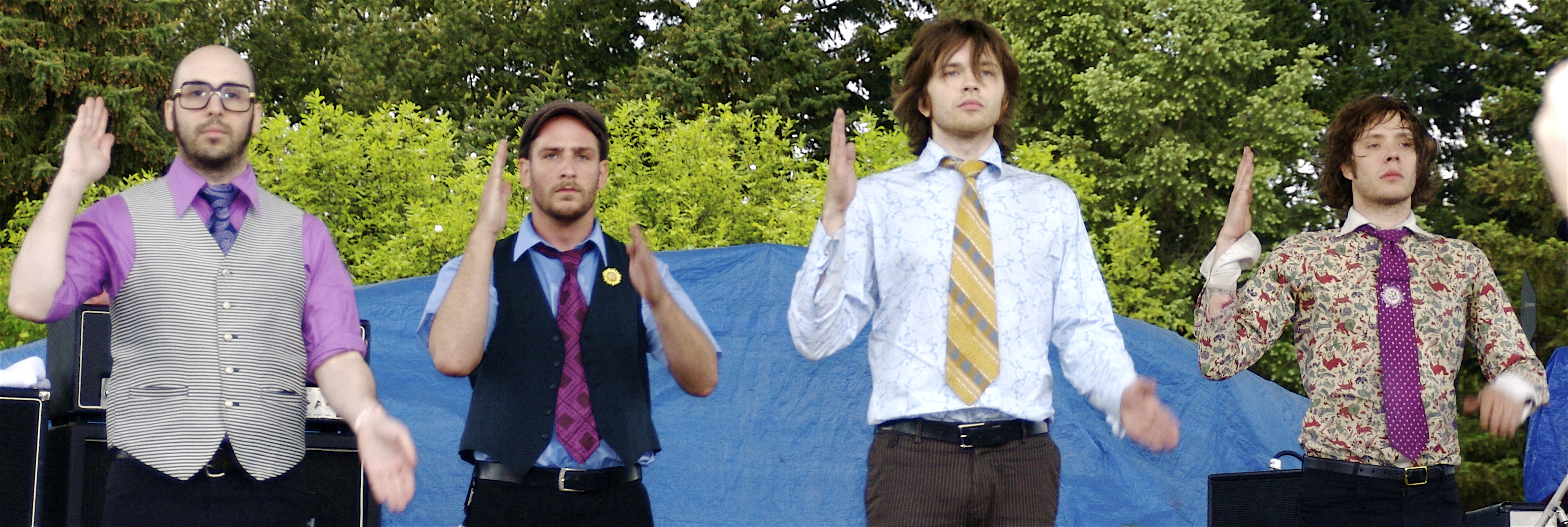
Membri degli OK Go, vincitori nel 2007 con Here It Goes Again

  - Freak on a Leash - Korn; Jonathan Dayton e Valerie Faris, Todd McFarlane & Graham Morris (registi); Terry Fitzgerald e Bart Lipton (produttori)
  - All Is Full of Love - Björk
  - Everything Is Everything - Lauryn Hill
  - Back at One - Brian McKnight
  - Unpretty - TLC
- 2001[17]
  - Learn to Fly - Foo Fighters; Jesse Peretz (regista); Tina Nakane (produttore)
  - Fire - Busta Rhymes
  - What Do You Say - Reba McEntire
  - Broken Home - Papa Roach
  - Will 2K - Will Smith
- 2002[18]
  - Weapon of Choice - Fatboy Slim e Bootsy Collins; Spike Jonze (regista); Vincent Landay e Deannie O'Neill (produttori)
  - Fly Away from Here - Aerosmith
  - One Minute Man - Missy Elliott
  - Don't Tell Me - Madonna
  - Ms. Jackson - OutKast
- 2003[19]
  - Without Me - Eminem; Joseph Kahn (regista); Greg Tharp (produttore)
  - My Culture - 1 Giant Leap
  - Days Go By - Dirty Vegas
  - Knoc -  Knoc-turn'al, Dr. Dre e Missy Elliott
  - One Mic - Nas
- 2004[20]
  - Hurt - Johnny Cash; Mark Romanek (regista); Aris McGarry (produttore)
  - The Scientist - Coldplay
  - Die Another Day - Madonna
  - Concrete Angel - Martina McBride
  - Hey Ya! - OutKast
- 2005[21]
  - Vertigo - U2; Alex and Martin (registi); Grace Bodie (produttore)
  - Take Me Out - Franz Ferdinand
  - American Idiot - Green Day
  - Flawless (Go to the City) -  George Michael
  - Walkie Talkie Man - Steriogram
- 2006[22]
  - Lose Control - Missy Elliott, Ciara e Fatman Scoop; Missy Elliott & Dave Meyers (registi); Joseph Sasson (produttore)
  - Feel Good Inc - Gorillaz
  - Feels Just Like It Should - Jamiroquai
  - God's Will - Martina McBride
  - World on Fire - Sarah McLachlan
- 2007[23]
  - Here It Goes Again - OK Go; Dan Konopka, Damian Kulash, Jr., Timothy Nordwind, Andy Ross e Trish Sie (registi e produttori)
  - 8th of November - Big & Rich
  - Dani California - Red Hot Chili Peppers
  - When You Were Young - The Killers
  - Writing on the Walls - Underoath
- 2008[24]
  - God's Gonna Cut You Down - Johnny Cash; Tony Kaye (regista); Rachel Curl (produttore)
  - 1234 - Leslie Feist
  - Gone Daddy Gone - Gnarls Barkley
  - D.A.N.C.E. - Justice
  - Typical - Mutemath
- 2009[25]
  - Pork and Beans - Weezer; Mathew Cullen (regista); Bernard Rahill (produttore)
  - Honey - Erykah Badu
  - Who's Gonna Save My Soul - Gnarls Barkley
  - House of Cards - Radiohead
  - Another Way to Die - Jack White e Alicia Keys

### Anni 2010
- 2010[26]

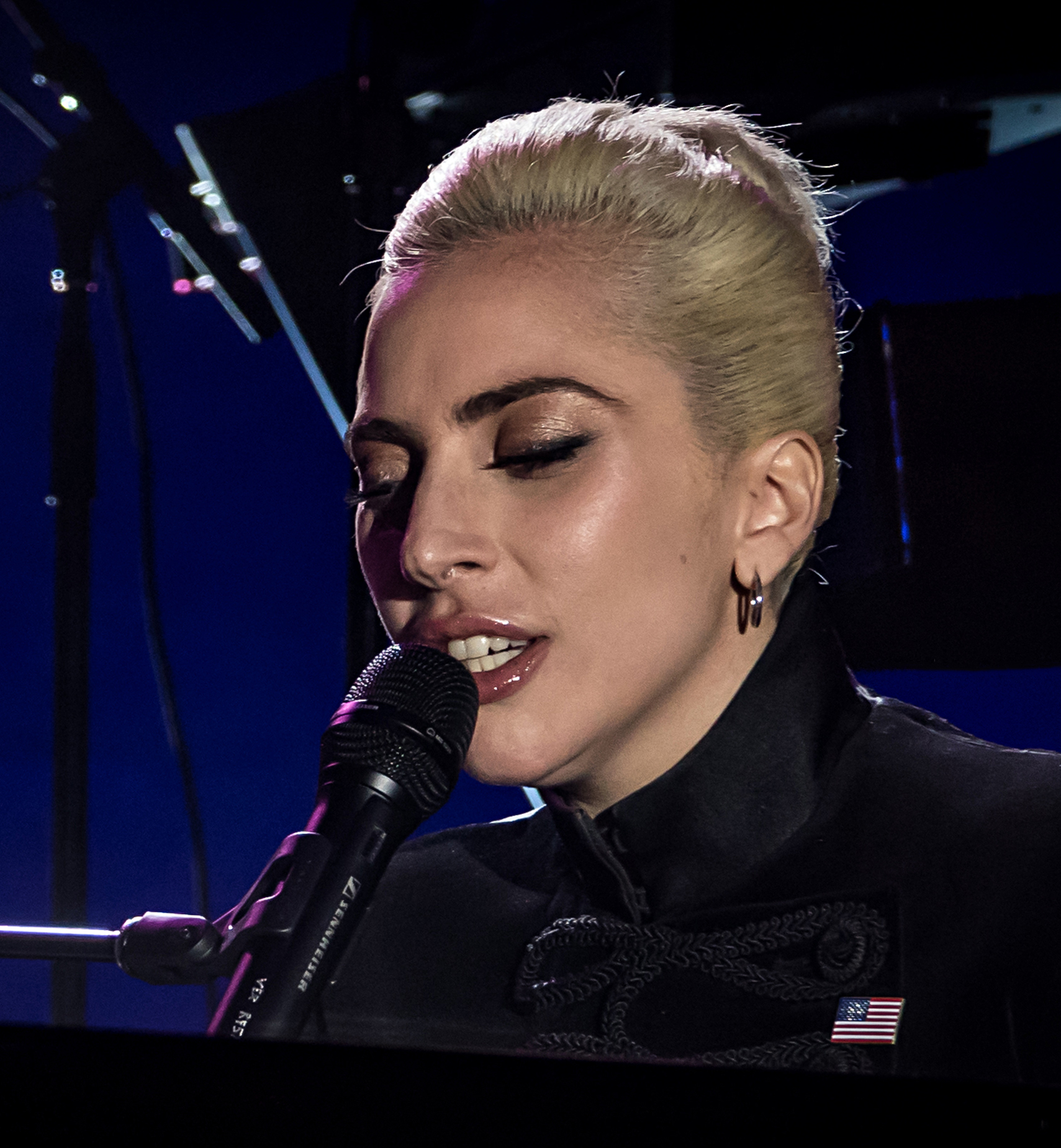
Lady Gaga, premiata nel 2011 per Bad Romance

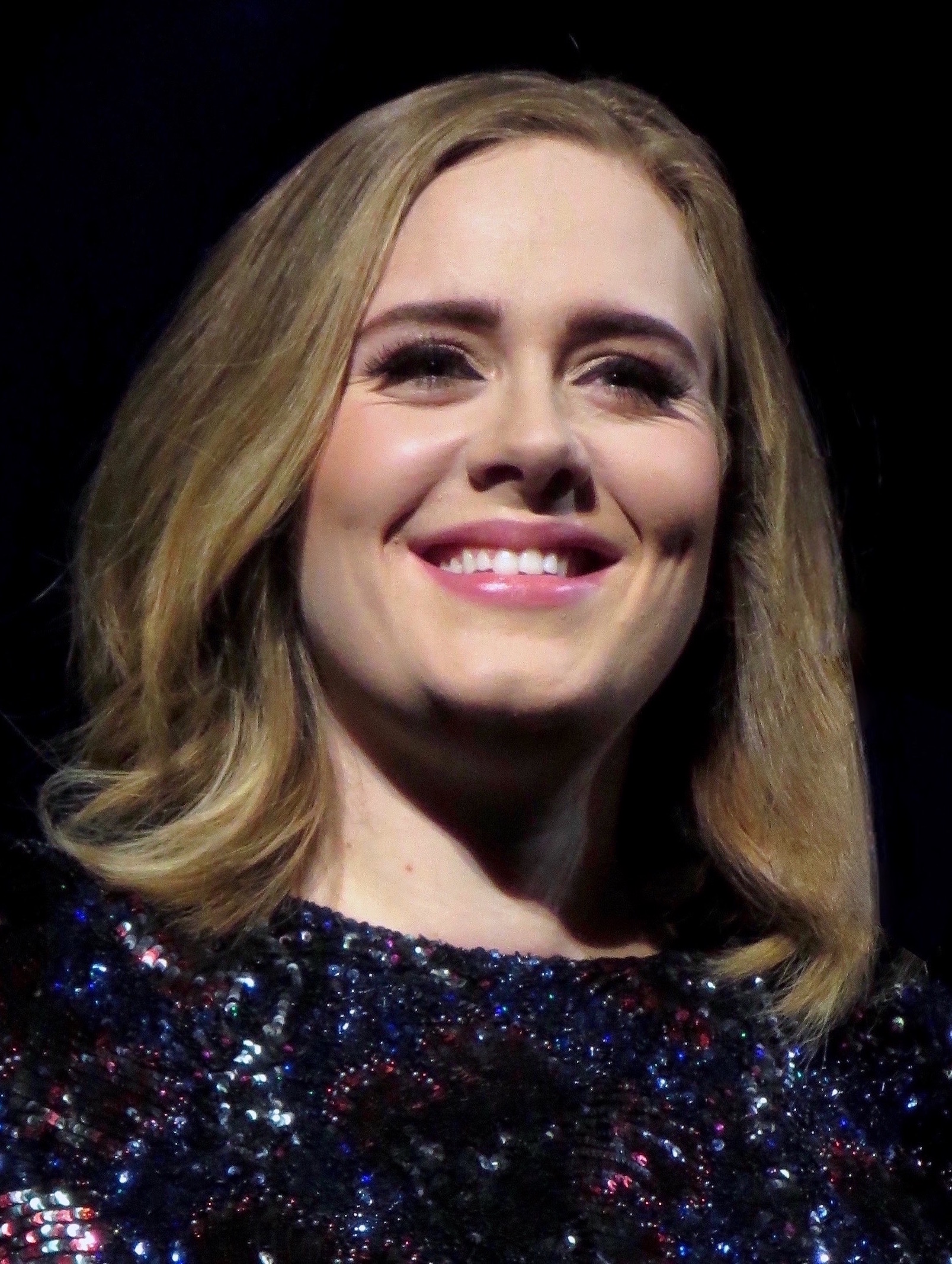
Adele, vincitrice nel 2012 con Rolling in the Deep

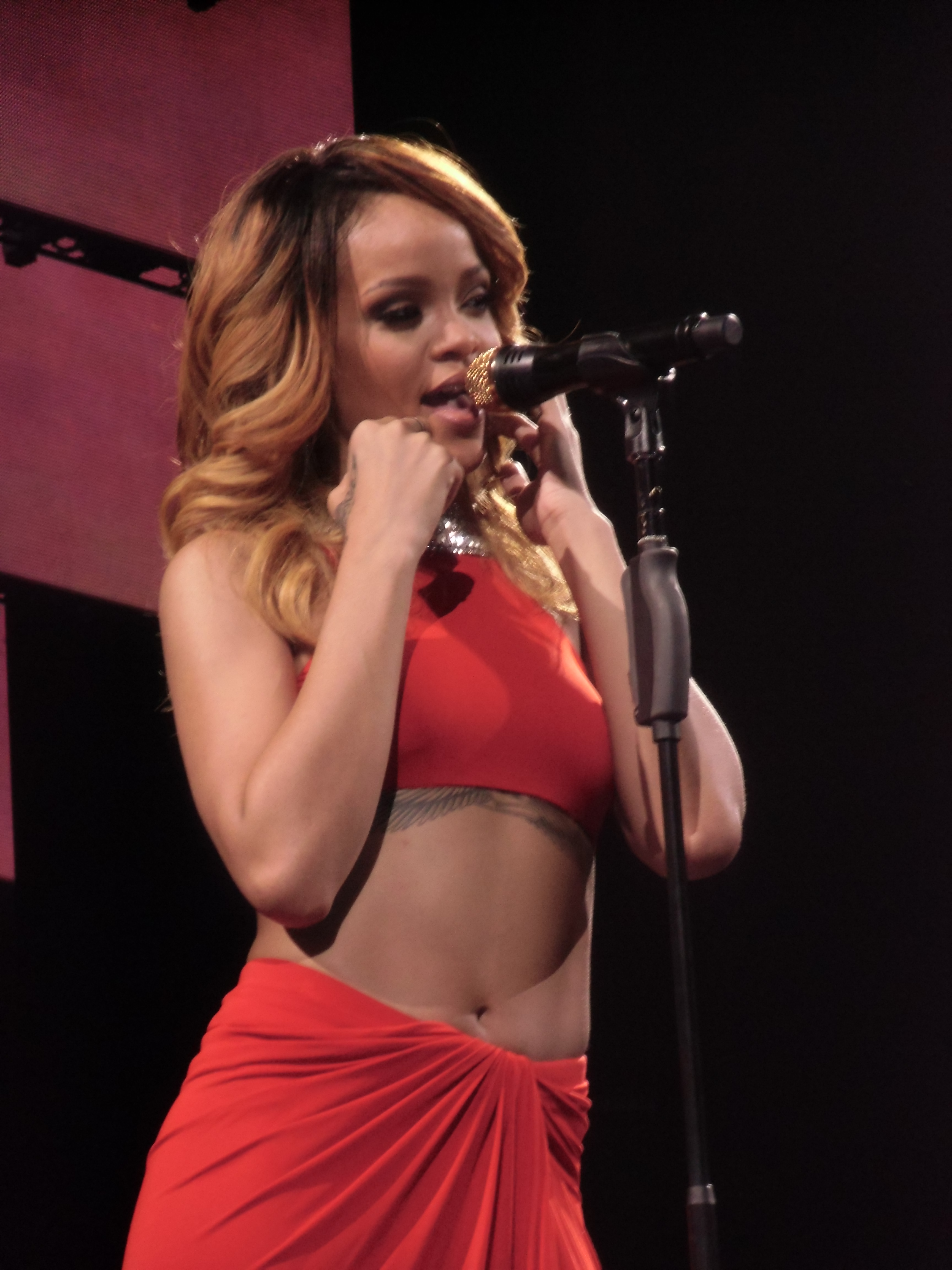
Rihanna, Grammy Award nel 2013 per We Found Love

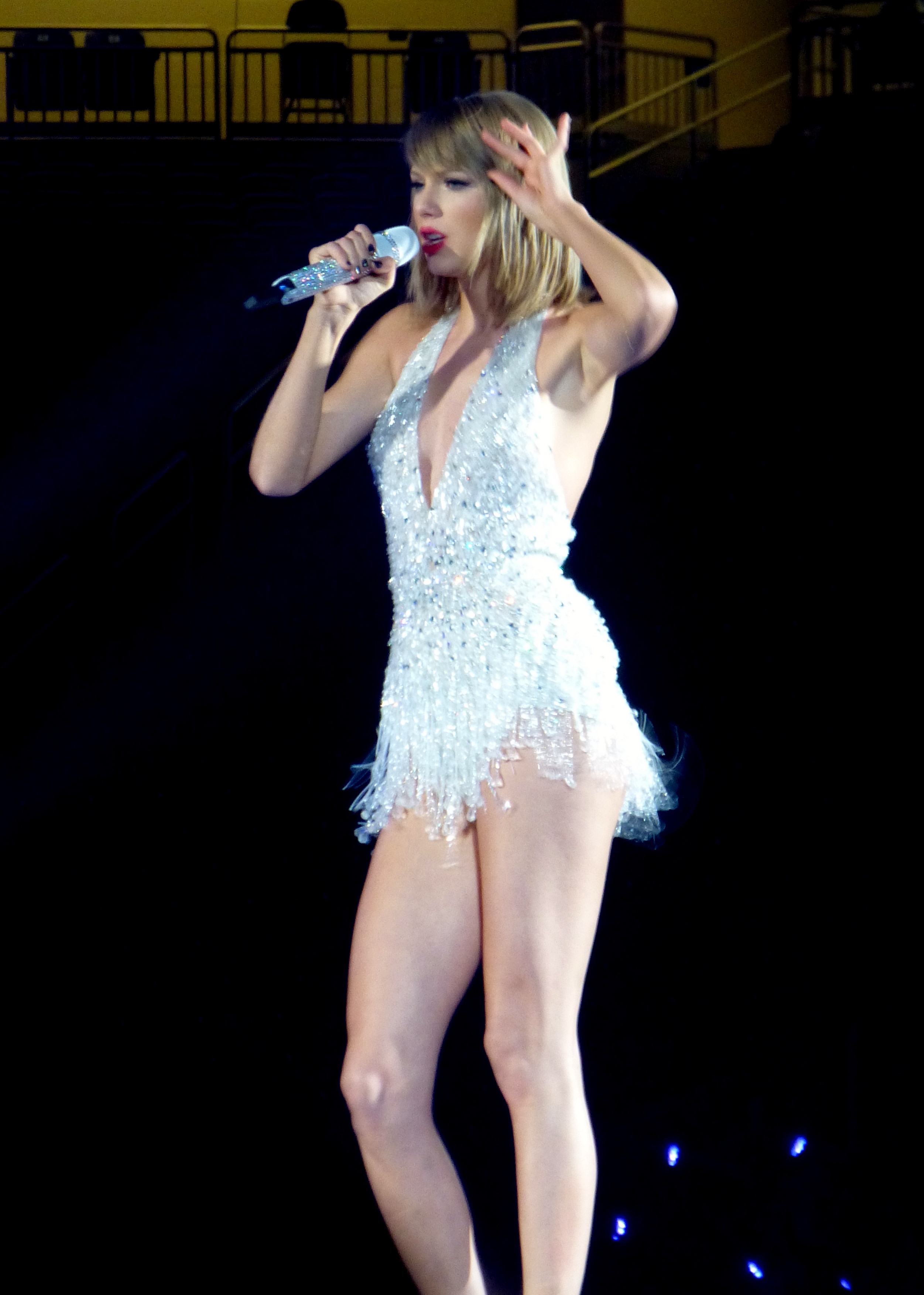
Taylor Swift, premiata nel 2016 con Bad Blood e nel 2023 con All Too Well: The Short Film

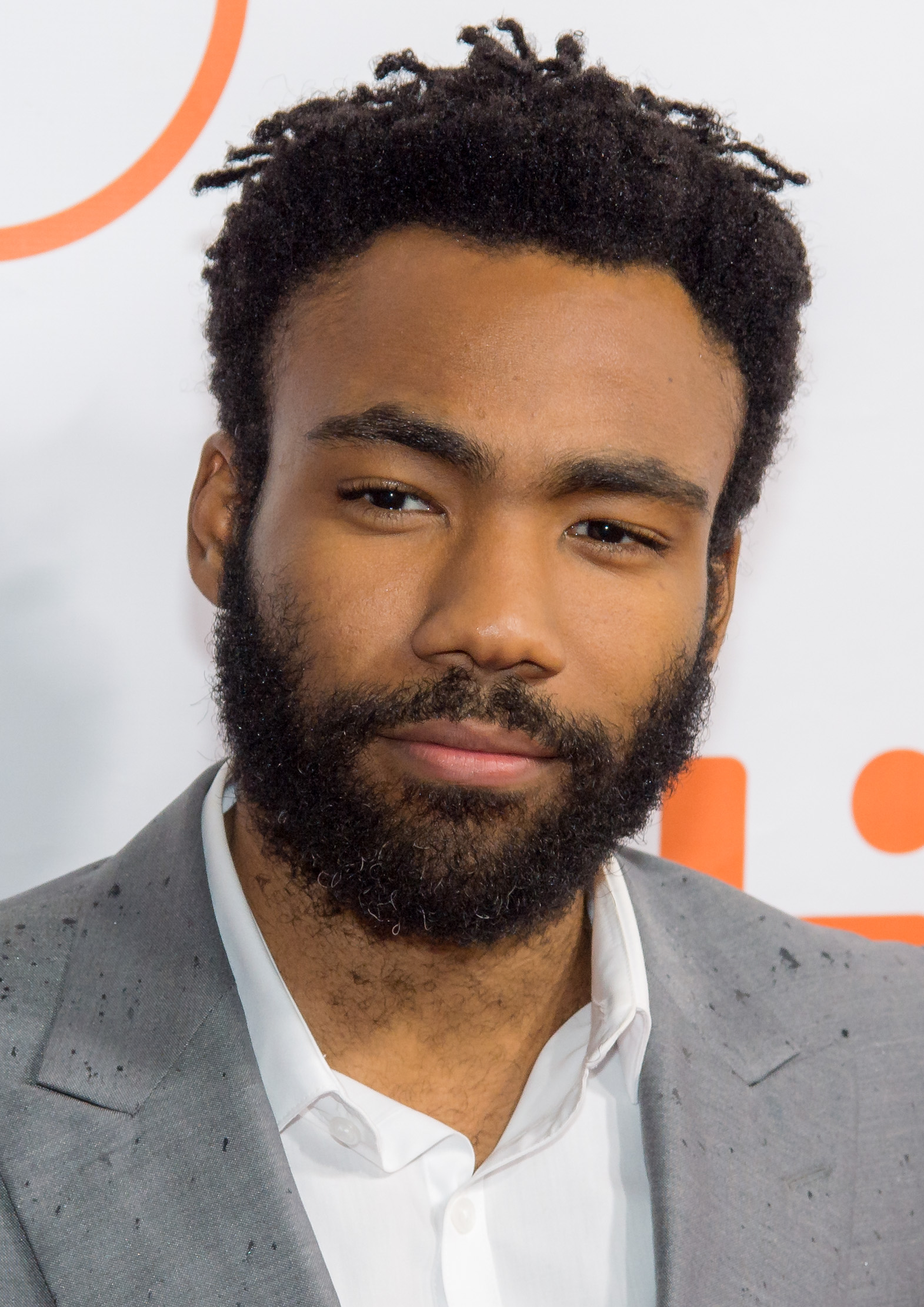
Childish Gambino, premiato nel 2019 per This Is America

  - Boom Boom Pow - Black Eyed Peas; Mark Kudsi & Mathew Cullen (registi); Javier Jimenez, Anna Joseph & Patrick Nugent (produttori)
  - Mr. Hurricane - Beast
  - Life in Technicolor ii - Coldplay
  - Wrong - Depeche Mode
  - Her Morning Elegance - Oren Lavie
- 2011[27]
  - Bad Romance - Lady Gaga; Francis Lawrence (regista); Kathy Angstadt, Nicole Ehrlich & Heather Heller (produttori)
  - Ain't No Grave / The Johnny Cash Project - Johnny Cash
  - Love the Way You Lie - Eminem e Rihanna
  - Stylo - Gorillaz, Mos Def e Bobby Womack
  - Fuck You! - Cee Lo Green
- 2012[28]
  - Rolling in the Deep - Adele; Sam Brown (regista); Hannah Chandler (produttore)
  - Yes I Know - Memory Tapes
  - All Is Not Lost - OK Go
  - Lotus Flower - Radiohead
  - First of the Year (Equinox) - Skrillex
  - Perform This Way - "Weird Al" Yankovic
- 2013[29]
  - We Found Love - Rihanna e Calvin Harris; Melina Matsoukas (regista); Juliette Larthe, Candice Ouaknine, Ben Sullivan & Inga Veronique (produttori)
  - Houdini - Foster the People
  - No Church in the Wild - Jay Z e Kanye West ft. Frank Ocean e The-Dream
  - Bad Girls - M.I.A.
  - Run Boy Run - Woodkid
- 2014[30]
  - Suit & Tie - Justin Timberlake e Jay Z; David Fincher (regista); Timory King (produttore)
  - Safe and Sound - Capital Cities
  - Picasso Baby: A Performance Art Film - Jay Z
  - Can't Hold Us - Macklemore e Ryan Lewis ft Ray Dalton
  - I'm Shakin' - Jack White
- 2015[31]
  - Happy - Pharrell Williams; We Are from LA (Pierre Dupaquier e Clement Durou) (registi); Kathleen Heffernan, Solal Micenmacher, Jett Steiger e Cedric Troadec (produttori)
  - We Exist - Arcade Fire
  - Turn Down for What - DJ Snake e Lil' Jon
  - Chandelier - Sia
  - The Golden Age - Woodkid ft. Max Richter
- 2016[32]
  - Bad Blood - Taylor Swift e Kendrick Lamar; Joseph Kahn (regista); Ron Mohrhoff (produttore)
  - LSD - ASAP Rocky
  - I Feel Love (Every Million Miles) - The Dead Weather
  - Alright - Kendrick Lamar
  - Freedom - Pharrell Williams
- 2017
  - Formation - Beyoncé; Melina Matsoukas (regista); Nathan Scherrer (produttore)
  - River - Leon Bridges
  - Up&Up - Coldplay
  - Gosh - Jamie xx
  - Upside Down & Inside Out - OK Go
- 2018[33]
  - Humble - Kendrick Lamar; The Little Homies & Dave Meyers (registi); Jason Baum, Dave Free, Jamie Rabineau, Nathan K. Scherrer & Anthony Tiffith (produttori)
  - Up All Night - Beck
  - Makeba - Jain
  - The Story of O.J. - Jay Z
  - 1-800-273-8255 - Logic ft. Alessia Cara e Khalid
- 2019[34]
  - This Is America - Childish Gambino; Hiro Murai (regista); Ibra Ake, Jason Cole & Fam Rothstein (produttori)
  - Apeshit - The Carters
  - I'm Not Racist - Joyner Lucas
  - Pynk - Janelle Monáe
  - Mumbo Jumbo - Tierra Whack

### Anni 2020
- 2020[35]

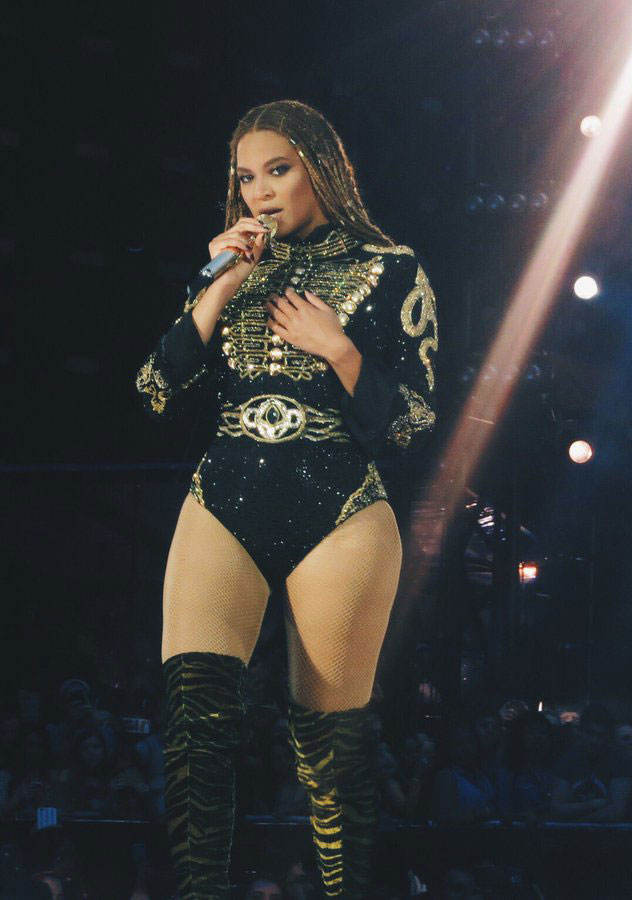
Beyoncé, premiata nel 2017 per Formation e nel 2021 per Brown Skin Girl

  - Old Town Road - Lil Nas X e Billy Ray Cyrus; Calmatic (regista); Candice Dragonas, Melissa Larsen & Saul Levitz (produttori)
  - We've Got to Try - The Chemical Brothers
  - This Land - Gary Clark Jr.
  - Cellophane - FKA twigs
  - Glad He's Gone - Tove Lo
- 2021[36]
  - Brown Skin Girl - Beyoncé, Wizkid ft. Blue Ivy Carter; Beyoncé Knowles-Carter e Jenn Nkiru (registi); Lauren Baker, Astrid Edwards, Nathan Scherrer and Erinn Williams (produttori)
  - Life Is Good - Future ft. Drake
  - Lockdown - Anderson Paak
  - Adore You - Harry Styles
  - Goliath - Woodkid
  - Malyan Hekayat Ya Lil (مليان حكايات يا ليل) (da Miss Farah) - Ramage ft. Nicki Minaj; Wael Farag & Ahmed El Gendy (registi); Sally Wally (produttore)
  - Ahwak (أهواك) (da Miss Farah) - Abu; Wael Farag & Ahmed El Gendy (registi); Sally Wally (produttore)
- 2022[37]
  - Freedom - Jon Batiste; Alan Ferguson (regista); Alex P. Willson (produttore)
  - Shot in the Dark - AC/DC
  - I Get a Kick Out of You - Tony Bennett & Lady Gaga
  - Peaches - Justin Bieber ft. Daniel Caesar & Giveon
  - Happier Than Ever - Billie Eilish
  - Montero (Call Me by Your Name) - Lil Nas X
  - Good 4 U - Olivia Rodrigo
- 2023[38]
  - All Too Well: The Short Film - Taylor Swift; Taylor Swift (regista); Saul Germaine (produttore)
  - Easy on Me - Adele; Xavier Dolan (regista); Xavier Dolan, Jannie McInnes & Nancy Grant (produttori)
  - Yet to Come (The Most Beautiful Moment) - BTS; Yong Seok Choi (regista); Tiffany Suh (produttore)
  - Woman - Doja Cat; Child. (regista); Missy Galanida, Sam Houston, Michelle Larkin & Isaac Rice (produttori)
  - The Heart Part 5 - Kendrick Lamar; Dave Free & Kendrick Lamar (registi); Jason Baum & Jamie Rabineau (produttori)
  - As It Was - Harry Styles; Tanu Muino (regista); Frank Borin, Ivanna Borin, Fred Bonham Carter, Bryan Younce & Alexa Haywood (produttori)

- 2024[39][40]
  - I'm Only Sleeping – The Beatles; Em Cooper, regista; Jonathan Clyde, Sophie Hilton, Sue Loughlin e Laura Thomas, produttori
  - In Your Love – Tyler Childers; Bryan Schlam, regista; Kacie Barton, Silas House, Nicholas Robespierre, Ian Thornton e Whitney Wolanin, produttori
  - What Was I Made For? – Billie Eilish; Billie Eilish, regista; Michelle An, Chelsea Dodson e David Moore, produttori
  - Count Me Out – Kendrick Lamar; Dave Free e Kendrick Lamar, registi; Jason Baum e Jamie Rabineau, produttori
  - Rush – Troye Sivan; Gordon von Steiner, regista; Kelly McGee, produttore
- 2025[41]
  - Not like Us – Kendrick Lamar; Dave Free & Kendrick Lamar, registi; Jack Begert, Sam Canter & Jamie Rabineau, produttori
  - Tailor Swif – ASAP Rocky; Vania Heymann e Gal Muggia, registi; Natan Schottenfels, produttore
  - 360 – Charli XCX; Aidan Zamiri, regista; Jami Arceo & Evan Thicke, produttori
  - Houdini – Eminem; Rich Lee, regista; Kathy Angstadt, Lisa Arianna & Justin Diener, produttori
  - Fortnight – Taylor Swift featuring Post Malone; Taylor Swift, regista; Jil Hardin, produttore